# Суперсила (фільм)
Суперсила (англ. Superpower) — документальний фільм 2023 року американського актора і режисера Шона Пенна та Аарона Кауфмана, який розповідає про повномасштабне вторгнення Росії в Україну.
Прем'єра фільму відбулася на кінофестивалі Берлінале.
Зйомки розпочалися в Україні в листопаді 2021 року до масованого вторгнення Росії. Спочатку Пенна і Кауфмана цікавив феномен перетворення популярного комедійного актора на політика. Показані етапи кар'єри Зеленського, фрагменти його шоу, тріумфальна перемога на президентських виборах, а потім зниження рейтингу.
24 лютого 2022 року після вторгнення задум фільму змінився. Знімальна група залишила Україну з міркувань безпеки, але влітку та восени зйомки відновилися і відбувалися не лише в тилу, а й на передовій: Шон Пенн відвідав Сєверодонецьк під час боїв за місто.
Серед співрозмовників Пенна — міністр оборони Резніков, міністр закордонних справ Кулеба, керівник офісу президента Єрмак, мер Києва Кличко, а також українські та американські журналісти, дипломати, політологи, бійці тероборони та військовослужбовці.
Фільм показує Росію як терористичну державу, демонструючи численні свідчення про злочини збройних сил РФ проти мирного населення.
Однією з головних тем фільму є необхідність розширення військової допомоги Україні.

## Сприйняття
Після перегляду фільму на Берлінале публіка довго аплодувала режисерам стоячи.

## Саундтрек
У фільмі звучить пісня Тіни Кароль, яка була написана разом з діджеєм Томмі.